# Острогожск (городское поселение)
Город Острогожск — муниципальное образование со статусом городского поселения в Острогожском районе Воронежской области России.
Административный центр — город Острогожск.

## История
Статус и границы городского поселения установлены Законом Воронежской области от 2 декабря 2004 года № 88-ОЗ «Об установлении границ, наделении соответствующим статусом, определении административных центров муниципальных образований Грибановского, Каширского, Острогожского, Семилукского, Таловского, Хохольского районов и города Нововоронеж».

## Население
| 1989    | 2002    | 2005    | 2010    | 2011    | 2012    | 2013    |
| ------- | ------- | ------- | ------- | ------- | ------- | ------- |
| 35 698  | ↗35 746 | →35 746 | ↘34 851 | ↘33 731 | ↗34 398 | ↘33 998 |
| 2014    | 2015    | 2016    | 2017    | 2018    | 2021    | 2025    |
| ↘33 792 | ↗33 883 | ↘33 749 | ↘33 637 | ↘33 533 | ↘32 520 | ↘31 329 |

## Состав городского поселения
| № | Населённый пункт | Тип населённого пункта        | Население |
| - | ---------------- | ----------------------------- | --------- |
| 1 | Волошино         | село                          | ↘582      |
| 2 | Лобкин           | хутор                         | →1        |
| 3 | Новая Мельница   | село                          | ↘316      |
| 4 | Острогожск       | город, административный центр | ↘30 549   |
| 5 | Самопомощь       | хутор                         | ↘47       |
| 6 | Труд             | посёлок                       | ↘61       |
| 7 | Ушаков           | хутор                         | ↘1        |